# Services de renseignement suisses
En 2013, les deux principaux services de renseignement suisses sont le Service de renseignement de la Confédération (SRC) et le Service de renseignement de l'armée (SRA).

## Histoire

Le quartier général des services de renseignements suisses au temps de la Première Guerre mondiale.

Pendant la Seconde Guerre mondiale, la Suisse en tant qu’État neutre a servi de relais pour les services de renseignement des nations belligérantes durant les deux guerres mondiales. Le colonel-brigadier Roger Masson fut le chef des services de renseignement, le colonel Robert Jaquillard s'occupant du contre-espionnage, collaborant par exemple avec Allen Dulles de l’Office of Strategic Services ou Walter Schellenberg responsable de la section espionnage du RSHA, ce qui a conduit à des opérations en Europe depuis ce pays, ce qui a amené les autorités suisses à les surveiller.
Durant la Guerre froide, la principale menace est l'URSS. La Suisse, pays neutre, ne peut pas participer, à l’époque, à un organisme lié à l'OTAN mais elle a été, selon l'agent secret belge André Moyen, l'un des premiers pays à participer au projet stay-behind sans doute à la demande de la France.
Son réseau s’appellera successivement P-25, P-26 (créé en 1979) et P-27, mais sera habituellement appelé « Schwert » comme le réseau allemand. Il comprenait 400 hommes — effectif appelé à doubler en cas d’urgence — et possédait quatre dépôts d’armes secrets. Il n’a apparemment jamais été lié à des actes de violence. Un plan d’évacuation du gouvernement suisse pour l’Irlande fut mis sur pied et plusieurs immeubles en Irlande furent achetés dans cette optique.
Les services de renseignements helvétiques ont connu dans l'après-guerre leur lot de défaillances dues à une mauvaise coordination entre eux. La Suisse disposait alors de deux services :
- Service de renseignement stratégique (SRS, en allemand : Strategischer Nachrichtendienst (SND) (étranger);
- Service d'analyse et de prévention (SAP, en allemand : Dienstes für Analyse und Prävention (DAP) (intérieur).

En 2009 Urs von Daeniken, responsable du SAP, est remplacé pour avoir autorisé le fichage illégal de plus de 200000 personnes dans le base de données ISIS, dont la politicienne socialiste Anita Fetz.

## Service de renseignement de la Confédération
Le 1er janvier 2010, la Suisse a fusionné ses services de renseignements civils (SRS et SAP) pour créer le Service de renseignement de la Confédération (SRC).

### Effectifs
En 2012, les effectifs sont estimés entre 250 et 345 personnes.

### Budget
Voici les crédits de charges de 2011 à 2013 :  
- 2011 : 64 156 157 francs suisses
- 2012 : 68 973 300 francs suisses
- 2013 : 66 796 200 francs suisses

En 2018, des nouveaux postes sont créés. Le budget se monte à 75,6 millions de francs suisses.

### Mandats du SRC
- le SRC acquiert et évalue des informations importantes sur l’étranger en matière de politique de sécurité ;
- le SRC accomplit des missions de renseignement dans le domaine de la sûreté intérieure selon la LMSI ;
- le SRC garantit une analyse globale de la menace ;
- le SRC détecte et combat les dangers liés au terrorisme, aux activités de renseignement prohibées, à l’extrémisme violent et à la prolifération ; et
- le SRC détecte les attaques contre des infrastructures d’information sensibles.

### Partenaires et bénéficiaires de prestations
En Suisse, ce sont les instances de conduite politique et militaire, l’administration fédérale, en particulier le Département fédéral de la défense, de la protection de la population et des sports (DDPS), le Département fédéral de justice et police (DFJP), le Département fédéral de l'économie, de la formation et de la recherche (DEFR) et le Département fédéral des affaires étrangères (DFAE), ainsi que les cantons. Le SRC entretient en outre des contacts avec plus de 100 services de renseignement, de police et de sécurité dans le monde entier. Ces contacts bilatéraux et multilatéraux sont tous approuvés par le Conseil fédéral.

### Domaines d'intérêt thématiques
Les domaines d’intérêt en Suisse portent sur le terrorisme, l’extrémisme violent, la prolifération, les attaques contre les infrastructures d’information critiques ainsi que le service de renseignement prohibé. À l’étranger, les activités du SRC ont trait à la prolifération, au terrorisme, au développement des forces armées, aux domaines d’engagement de l’armée à l’étranger ainsi qu’à la technologie et au commerce des armements.

### Surveillance et bases juridiques
Le SRC est contrôlé par le Parlement, le Conseil fédéral, l’administration fédérale et le DDPS. La légalité, l’opportunité et l’efficacité des activités du Service de renseignement sont contrôlées par le DDPS qui est chargé depuis janvier 2009 de la surveillance des services de renseignement. Cet organe de contrôle, qui est directement subordonné au chef DDPS, exerce ces activités de contrôle de manière indépendante.
Les activités du SRC sont basées sur la loi fédérale sur le renseignement civil (LFRC) ainsi que sur la loi fédérale instituant des mesures visant au maintien de la sûreté intérieure (LMSI).

### Opérations
Selon Christian Dussey, le SRC identifie les agents étrangers en Suisse, prévient leurs actions et les entrave.

### Polémique
Le 9 janvier 2024, le média alémanique Republik accuse le SRC de surveillance de masse des activités numériques. L'enquête précise que les téléphones portables et ordinateurs seraient visés et le SRC serait en capacité d'accéder aux messages et mails de la population. Le SRC dément cependant toute surveillance généralisée.
Selon la loi suisse, toute personne peut demander au SRC s'il traite des données personnelles la concernant. L'organisation non gouvernementale Public Eye a ainsi appris qu'elle apparaissait 431 fois dans les fichiers du SRC (en 2021). Contre l'avis du SRC, le Tribunal administratif fédéral a reconnu en 2024 que les mentions de l'ONG étaient des « données personnelles » et qu'elle avait droit d’accéder aux données la concernant.

### Publications
Le SRC publie régulièrement son rapport annuel La Sécurité de la Suisse.

### Directeur
1er avril 2022 : Christian Dussey
septembre 2021 - mars 2022 : Jürg Bühler (remplaçant par intérim)
2018-31 août 2021 : Jean-Philippe Gaudin
2010-2017 : Markus Seiler

### Histoire
En 2019, le SRC est mis en cause par la conseillère nationale du parti socialiste suisse, Margret Kiener Nellen, qui a déploré que celui-ci ait rassemblé des données sur elle.

## Service de renseignement de l'armée
Le Service de renseignement de l'armée (SRA) de l'armée suisse est le plus petit des deux.
Le « Renseignement militaire » représente le noyau professionnel du Service de renseignement de l’armée à l’échelon du commandement de l’armée.

### Organisation
Le Service de renseignement de l’armée dépend du chef de l’armée qui en est le responsable et qui détermine les missions de base. Organiquement, il appartient à l’État-major de conduite de l’armée. Juridiquement, le service est régi par l’article 99 de la loi militaire et par l’ordonnance sur le renseignement de l'armée. Il existe également des organes de contrôle pour surveiller ses activités. Le plus haut de ces organes est la Commission de gestion du Parlement.

### Missions
Le Service de renseignement de l’armée a trois missions : 
- la recherche du renseignement opérationnel en vue de protéger les troupes engagées en Suisse ou à l’étranger;
- le suivi des forces armées étrangères (évolution des doctrines et des armements) dans le but de préparer l’armée suisse pour le futur;
- l’analyse des derniers conflits afin d’en tirer des enseignements pour l’armée.
- Le service Actions dans le cyberespace et dans l'espace electromagnétique (ACEM) est chargé de la surveillance du réseau cablé, également pour le compte du SRC[21].

### Direction
- Jean-Philippe Gaudin, brigadier (équivalent de général de brigade) en poste depuis 2008.
- Daniel Krauer: 2020[22].

## Programmes

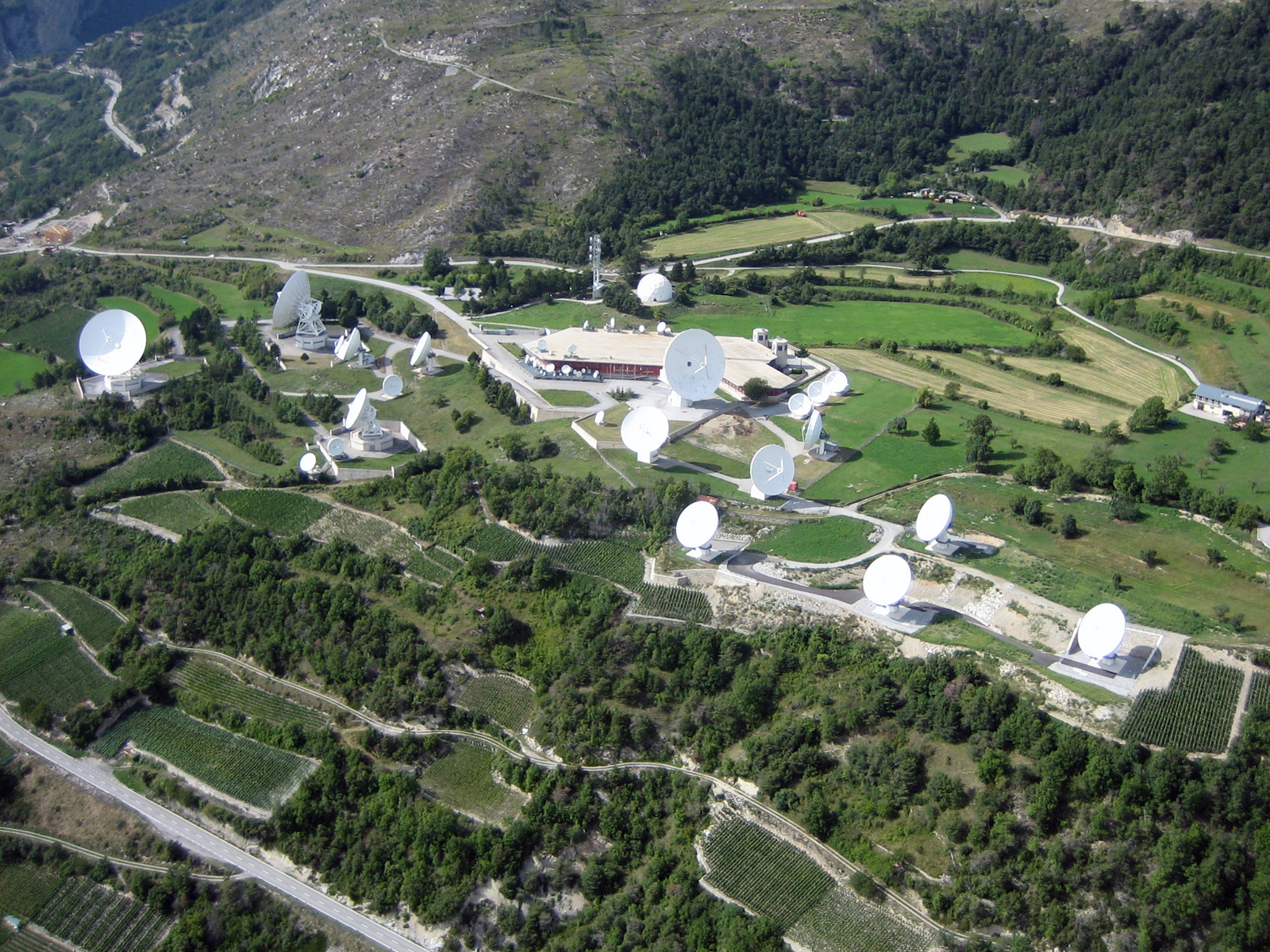
Station d'écoute à Loèche.

Onyx est un système d'espionnage électronique de satellites de la défense suisse. Originellement nommé « SATOS-3 » (les systèmes SATOS 1 et 2 ont été lancés à partir de 1992, en particulier pour intercepter les fax), Onyx est lancé en 2000 afin de surveiller des communications civiles et militaires par le biais du téléphone, du fax ou d'Internet.

## Anciens collaborateurs connus
- Jean-Paul Rouiller[23] ;
- Johannes Degenfeld.